# Владимир Шчербачов
Владѝмир Владѝмирович Шчербачо̀в (на руски: Владимир Владимирович Щербачёв) е руски композитор и пианист.

## Биография
Роден е на 24 януари (12 януари стар стил) 1887 година във Варшава в семейство на бивш офицер с благороднически произход. Следва в Санктпетербургския императорски университет (1906 – 1910) и Санктпетербургската консерватория (1908 – 1914), като същевременно свири на пиано в представления на Сергей Дягилев.
През 1914 година е мобилизиран, а през 1918 – 1923 година оглавява музикалния отдел в Народния комисариат на просветата. Преподава в Ленинградската (1923 – 1931, 1944 – 1948) и Тбилиската консерватория (1931 – 1932), председател е на казионния Съюз на композиторите на Руската съветска федеративна социалистическа република (1935 – 1937, 1944 – 1946).
Владимир Шчербачов умира на 5 март 1952 година в Ленинград.